# Guerras bizantino-georgianas
Las guerras bizantino–georgianas fueron una serie de conflictos librados durante los siglos XI-XIII por el control de varias zonas estratégicas en las fronteras entre bizantinos y georgianos.

## Contexto
La integridad del Imperio bizantino se había visto seriamente amenazada tras la gran rebelión encabezada por Bardas Esclero en 976, con base en Anatolia oriental. Necesitado de apoyo en la región, el emperador Basilio II recurrió a la ayuda del levantisco Bardas Focas y del príncipe georgiano David III de Tao. Después de una decisiva victoria lealista en la Batalla de Pankalia, David fue premiado con el gobierno vitalicio de varios territorios imperiales claves en Asia Menor oriental. No obstante, el apoyo de David a la posterior revuelta de Bardas Focas en 987 provocó el recelo de Constantinopla hacia los gobernantes georgianos y, tras el fracaso de esta segunda revuelta, David se vio obligado a nombrar a Basilio heredero de sus posesiones.
Este acuerdo con Basilio anuló un pacto anterior por el que David había nombrado a Bagrat III de Georgia, hijo adoptivo y heredero de sus títulos. Cuando David murió a comienzos de 1001, Basilio II añadió la herencia en disputa – Tao, Teodosiópolis, Fasiane y la región del lago de Van (Apahunik), junto con la ciudad de Manzikert– al thema de Iberia. 
Al año siguiente, el príncipe georgiano Gurgen, padre natural de Bagrat III, marchó para reclamar la herencia de David pero se encontró con el general bizantino Nicéforo Urano, dux de Antioquía, que le obligó a aceptar el acuerdo. Pese a estos contratiempos, Bagrat se convirtió en el primer rey de una Georgia unificada en 1008. A su muerte en 1014 dejó a su hijo, Jorge I, una complicada y larga reclamación sobre los territorios en Tao en poder de Bizancio.

## Campañas de Jorge I y Basilio II

Georgia durante el Imperio bizantino, 1045 AD

El joven y ambicioso Jorge I lanzó una campaña para recuperar la herencia de David Kuropalates para Georgia y ocupó Tao en 1015–1016. Entró para ello en alianza con el califa fatimí de Egipto, Al-Hákim (c. 996–1021), lo que puso a Basilio en una situación complicada y le obligó a retirarse ante una intensa ofensiva de Jorge. Los bizantinos estaban en paralelo envueltos en una guerra implacable contra el Imperio Búlgaro, lo que limitaba sus acciones en su frente oriental. 
Sin embargo, la conquista bizantina de Bulgaria en 1018 y la muerte de Al-Hákim en 1021, permitieron a Basilio plantar cara a Georgia. Puso en marcha los preparativos para una campaña a gran escala y fortificó nuevamente Teodosiópolis. En el otoño de 1021 Basilio se puso al frente de un gran ejército reforzado por la guardia varega y atacó a los georgianos y sus aliados armenios, recuperando Fasiane y empujando la frontera de Tao hasta el interior de Georgia. El rey Jorge quemó la ciudad de Oltisi para evitar que cayera en manos enemigas y retrocedió a Kola. En las cercanías de Shirimni, a orillas del lago Palakazio (actual Çildir, Turquía), Basilio obtuvo una costosa victoria el 11 de septiembre, lo que obligó a Jorge a retroceder aún más al norte. Saqueando el país a su paso, Basilio se retiró a invernar en Trebisonda.
Se realizaron varios intentos de negociar una solución al conflicto, todos en vano. Mientras tanto, Jorge recibió refuerzos de sus aliados kajetios y apoyó a los generales rebeldes bizantinos Nicéforo Focas y Nicéforo Xipias en su insurrección en la retaguardia imperial. Pese a ello, en diciembre el rey armenio Senekerim de Vaspurakan, aliado de Jorge, rindió su reino al emperador debido al acoso de los turcos selyúcidas. Durante la primavera de 1022, Basilio lanzó una ofensiva final, obteniendo una aplastante victoria sobre los georgianos en Svindax. Amenazados por tierra y mar, Jorge entregó Tao, Fasiane, Kola, Artaan y Javakheti y envió a su hijo Bagrat a Basilio como rehén.

## Guerras civiles georgianas

### Demetrio de Klarjeti
El relevo generacional trajo la sucesión de Basilio II por su hermano, Constantino VIII y la ascensión de Bagrat al trono como Bagrat IV. Poco después de la coronación de este último en 1027, Constantino VIII envió un ejército para tomar la ciudad-fortaleza de Artanuji en nombre del príncipe georgiano Demetrio, hijo de Gurgen de Klarjetia, que había sido desposeído de dicha ciudad por el abuelo de Bagrat, Bagrat III. Varios nobles georgianos se pasaron a los bizantinos, pero los súbditos leales a Bagrat presentaron una dura resistencia. Los bizantinos invadieron la frontera georgiana y sitiaron Kldekari, fortaleza clave en la provincia de Trialeti, pero no lograron conquistarla y retrocedieron a Shavsheti. El obispo local Saba de Tbeti organizó una exitosa defensa de la zona que obligó a los bizantinos a cambiar de táctica.
El emperador Constantino VIII envió entonces a Demetrio de Anacopia, otro príncipe georgiano exiliado. Demetrio, un hijo de Jorge I con su segunda esposa, Alda de Alania, era considerado por muchos como el legítimo pretendiente al trono. La muerte de Constantino en 1028 malogró la invasión bizantina y en 1030 la reina viuda y regente Mariam realizó una visita al nuevo emperador Romano III (c.1028–1034). Mariam negoció un tratado de paz en nombre de su hijo y regresó en 1032 habiéndole conseguido el título bizantino de curopalates y la mano de la princesa bizantina Helena.

### Demetrio de Anacopia
Pese a ello, en 1033 la corte real georgiana afrontó otro problema dinástico con el medio hermano de Bagrat, Demetrio de Anacopia. Demetrio y su madre Alda vivían en Anacopia, una fortaleza en Abjasia que les había sido legada por el difunto Jorge I. Los esfuerzos de la reina madre Mariam por ganar la lealtad de Demetrio a la corona fueron en vano y, acechados por Bagrat, Alda desertó al bando bizantino entregando Anacopia al emperador Romano III en 1033, que honró a su hijo Demetrio con el rango de magistros. Según las Crónicas georgianas: Bagrat derrotó al ejército unido de sus adversarios, dejó a su general Otago Chachasdze asediando la fortaleza y regresó.

### Liparit IV de Kldekari
En 1038 Liparit IV, duque de Kldekari, estaba a punto de capturar la ciudad georgiana de Tiflis, que había estado bajo el yugo musulmán durante siglos. Temiendo su creciente poder, los nobles georgianos desbarataron el plan y persuadieron al rey de hacer las paces con el emir de Tiflis. Como resultado Liparit se convirtió en enemigo jurado de Bagrat y empezó activamente a cooperar con las potencias extranjeras en busca de venganza. En 1039 prometió su apoyo al medio hermano del rey, Demetrio de Anacopia, que regresaba a Georgia con un ejército bizantino para tomar la corona.
Los pretendientes disfrutaron de numerosos éxitos contra los ejércitos reales pese a que sus esfuerzos para tomar la estratégica fortaleza de Ateni fueron en vano. Liparit y los bizantinos lograron una gran victoria en la batalla de Sasireti, donde Bagrat sufrió una derrota aplastante y tuvo que retirarse de sus posesiones orientales para refugiarse en las tierras altas georgianas. Sin embargo, Demetrio murió inesperadamente en 1042. Alda, con su nieto David, el hijo de Demetrio, huyó a su Alania natal. Liparit continuó luchando contra Bagrat y se convirtió en una poderosa fuerza probizantina en la región.
Después de que Bagrat apelara al emperador Constantino IX, se acordó gracias a la mediación bizantina que Liparit recibiría casi la mitad del reino (las tierras al sur del río Mtkvari) como vasallo del rey de Georgia. De esta forma, entre 1045 y 1048, Liparit IV, duque de Trialeti, Argveti, de la Baja y Alta Iberia, Príncipe-Condestable de Georgia, se convirtió en la persona más poderosa del reino. No sin buen motivo, el cronista árabe Ibn al-Athir le llama "rey de los abjasios [i.e. Georgianos]." Liparit, llamado Liparites por los escritores bizantinos, era al mismo tiempo un prestigioso dignatario bizantino con el rango de magistros (y posiblemente también curopalates).
Durante las campañas selyúcidas en Anatolia en 1048, Liparit, que había luchando junto a los bizantinos, fue capturado en la batalla de Kapetron. Bagrat aprovechó su ausencia y reocupó sus posesiones orientales. La fortuna del rey cambió deprisa, no obstante, tras el regreso de Liparit en 1049 o 1051. El duque rebelde forzó a Bagrat a huir a Constantinopla donde gracias a las maniobras de Liparit fue retenido  durante tres años. En ausencia de Bagrat (1050–1053), Liparit fue el gobernante de facto, llegando a instalar al hijo de Bagrat, Jorge II como rey con él mismo de regente. Después del regreso de Bagrat en 1053, Liparit inició una nueva guerra y, finalmente, fue arrestado en 1060 por sus seguidores y entregado al rey, que le forzó a entrar en un monasterio bajo el nombre de Anton. Liparit murió poco después en Constantinopla y fue enterrado en su monasterio patrimonial de Katskhi en Georgia.

### Paz
La segunda mitad del siglo XI estuvo marcada por la crítica invasión de los turcos selyúcidas, que a finales de los años 40 habían conseguido construir un vasto imperio vasto que abarcaba la mayoría de Persia y Asia Central. La amenaza selyúcida incitó a los gobiernos georgiano y bizantino a buscar una cooperación más estrecha. Para asegurar dicha alianza, la hija de Bagrat, María se casó en algún momento entre 1066 y 1071 con el coemperador bizantino Miguel VII Ducas.
A pesar de las pérdidas territoriales precedentes, los reyes georgianos consiguieron mantener independencia y unir la mayoría del territorio georgiano en un único estado. Muchos de los territorios cedidos al imperio terminaron conquistados por los selyúcidas en los años 70 y 80, asegurando el thema de Iberia con la ayuda del gobernador bizantino, Gregorio Pacoriano, que comenzó a evacuar la región poco después del desastre de Manzikert. En esta ocasión, Jorge II de Georgia fue investido con el título bizantino de Caesar, recibió la fortaleza de Kars y fue puesto a cargo de las fronteras orientales del imperio.

## Expedición georgiana a Chaldia
Las relaciones entre las dos monarquías cristianas fueron desde entonces pacíficas en general con la excepción del episodio de 1204, cuándo el emperador Alejo III Ángelo confiscó una donación de la reina Tamar a los monjes del monte Athos. Enfurecida por esta acción, Tamar utilizó este acto hostil como pretexto para su expansión a lo largo de la costa suroccidental del Mar Negro, poblada por una gran población georgiano-parlante.
Un ejército georgiano bajo las órdenes de Alejo y David Comneno atacó a los bizantinos desde el este a finales de marzo o comienzos de abril de 1204. Según las crónicas georgianas, la expedición duró ocho días, alcanzó Trebisonda vía Lazia y capturó Trebisonda en abril. El comandante local, el dux Nicéforo Paleólogo, no pudo ofrecer una defensa efectiva frente al poderoso ejército georgiano.
El 13 de abril de 1204, Constantinopla cayó en manos de los Cruzados, que crearon el Imperio latino. Según fuentes georgianas, los territorios recién conquistados fueron entregados a Alejo y David Comneno, que crearon un estado pro-georgiano. Alejo fue proclamado emperador mientras David fue nombrado strategos. Algunos académicos creen que el nuevo estado era vasallo de Georgia, al menos en los primeros años de su existencia a principios del siglo XIII.
Al año siguiente, David Comneno comandó las tropas georgianas en una exitosa campaña que concluyó en la conquista de los territorios entre Trebisonda y Heraclea Póntica mientras Alejo derrotaba a los selyúcidas y recuperaba Amisos, Sinope, Oinaion y Chalybia.

## Sitio de Trebisonda
El sitio de Trebisonda en abril de 1282 fue un infructuoso asedio de la capital del imperio homónimo, por los georgianos comandados por David I de Imereti. Los detalles sobre el ataque son escasos, pero pudo haber contado con el apoyo de la aristocracia trebisondina que se oponía al acercamiento del emperador Juan II de Trebisonda (1280–1297) a la corte bizantina de los Paleólogos en Constantinopla. 
Aunque David fracasó en la toma de la ciudad, los georgianos ocuparon varias provincias incluyendo la Gran Lázica. Juan partió para Trebisonda el 25 de abril de 1282 con su nueva mujer, Eudoxia Paleóloga. No mucho tiempo después de su llegada se tuvo que enfrentar a su medio hermana Teodora, hija de Manuel I y su esposa georgiana, Rusudan, que aparentemente le depuso en 1284 para gobernar por poco tiempo antes de una "huida repentina" (en palabras de Miguel Panaretos). Michel Kuršanskis sugiere  que pudo haber buscado refugio en Tripolis. Juan fue restaurado en el trono no después de 1285.

## Guerras civiles en Trebisonda
En las guerra civil que estalló en 1340 en Trebisonda, el partido griego, apoyado por los genoveses y por los mercenarios bizantinos, se encontró con la oposición de los nobles locales que se consideraban patriotas defensores de sus derechos nativos. La oposición convenció a Ana de Trebisonda, llamada Anachoutlou, hija mayor del emperador Alejo II y su esposa georgiana Jiajak Jaqeli, a abandonar su vida monástica y huir a Lázica, donde fue coronada emperatriz. Fue reconocida en Lázica y Tzan como heredera al trono de su hermano Basilio, ganando control sobre la región.
El 17 de julio de 1341, Anna entró triunfalmente en Trebisonda, seguida por los guerreros de Jorge V (1314-1346) así como por los trebisondinos del bandon de la Gran Lázica y ascendió al trono. Además de los pueblos de las provincias del Imperio de Trebisonda, contó con el apoyo de la familia Amytzantarios. La prevalencia de los Amytzantarioi en su gobierno provocó continuos intentos de los Scholarioi para acabar con su reinado con el apoyo de otras familias nobles.
Los conflictos entre las familias aristocráticas de Trebisonda marcaron el reinado de Ana, que estuvo continuamente bajo la amenaza de ser depuesta por la familia Scholarios o por otros círculos aristocráticos apoyados por Constantinopla, que había apoyado a la caída Irene Palaiologina.